# Poecilia sulphuraria
Poecilia sulphuraria är en fiskart som först beskrevs av Álvarez, 1948.  Poecilia sulphuraria ingår i släktet Poecilia och familjen Poeciliidae. IUCN kategoriserar arten globalt som akut hotad. Inga underarter finns listade i Catalogue of Life.